# Viviano (prefeito pretoriano)
Flávio Antonino Messala Viviano[a] (em latim: Flavius Antoninus Messala Vivianus) foi um oficial bizantino do século V, ativo durante o reinado do imperador bizantino Leão I, o Trácio (r. 457–474). Era pai dos oficiais Paulo e Adamâncio e notabilizou-se por seus mandatos como prefeito pretoriano do Oriente e cônsul.

## Vida

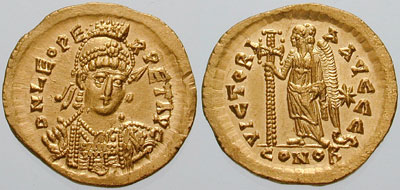
Soldo de r.

Viviano era pai dos oficiais Paulo e Adamâncio. Provavelmente pode ser associado ao indivíduo homônimo para quem Nilo do Sinai (m. 430) escreveu uma epístola. Entre 459-460, como atestável numa série de leis emitidas por Leão I, ocupou o ofício de prefeito pretoriano do Oriente; sua boa administração foi renomada. Em 463, tornar-se-ia cônsul ao lado de Cecina Décio Basílio, porém seu consulado não foi reconhecido no Ocidente.
Um epigrama oriundo de Constantinopla registra uma construção por ele realizada na cidade, porém a natureza desse edifício é incerta. Este epigrama faz parte de um conjunto de outros epigramas que rememoram projetos de construção realizados na capital imperial. Provavelmente em 466, Viviano e Taciano 1 causaram um conflito entre Áspar e Leão I, porém o contexto é incerto.